# Laureliopsis philippiana
La tepa (Laureliopsis philippiana), o huahuán, es un árbol nativo de Chile y Argentina. Es la única especie del género monotípico Laureliopsis. 

## Descripción
Es un árbol de corteza blanca y hoja perenne alargada que puede alcanzar los 20 metros de altura, así como una anchura aproximada de un metro en el tronco. Las tepas jóvenes tienen un aroma más suave y agradable, mientras que las más longevas tienen olor más fuerte. Crece desde el nivel del mar hasta una altitud de 1000-1500 m s.n.m., y tolera muy bien las bajas temperaturas.
Su madera es de color gris pálido amarillento, con anillos de crecimiento poco notorios y textura fina y homogénea. La madera de tepa recién aserrada presenta un olor similar al de los excrementos humanos que la distingue de la madera del laurel chileno (Laurelia sempervirens).

## Usos
Su madera es muy cotizada en la fabricación de tableros contrachapados ya que es blanda para aserrar. También es utilizada como leña, pero tiene que estar seca para arder apropiadamente. Se le ha plantado en España.

## Taxonomía
Laureliopsis philippiana fue descrita por (Looser) R.Schodde y publicado en Parodiana 2(2): 299. 1983.
Sinonimia
- Laurelia philippiana basónimo
- Laurelia serrata[4]